# Де Йонг, Герман
Герман де Йонг (нидерл. Herman de Jongh, 3 ноября 1898 — 3 декабря 1985, Амстердам) — нидерландский шашист, национальный и международный гроссмейстер (1962), вице-чемпион мира (1928), чемпион Голландии (1924) и чемпион Франции (1938) по международным шашкам.

## Биография
Герман де Йонг родился 3 ноября 1898 года. Другом детства де Йонга был будущий чемпион мира по шашкам Бенедикт Шпрингер. Вместе они много времени уделяли аналитической работе, результатом которой стал изданный в 1921 году в трёх томах совместный сборник шашечных этюдов и анализов. Гонорар за каждый том составил 150 гульденов, что по тем временам составляло приличную сумму. С начала 20-х годов де Йонг начинает выступать в центральных соревнованиях нидерландского календаря. В 1923 году де Йонг становится чемпионом Амстердама и сводит вничью (+2-2=6) матч со Шпрингером. 1924 год приносит де Йонгу победу в чемпионате Нидерландов. Эти успехи позволили ему войти в состав участников чемпионата мира 1925 года, где он поделил 4-5 места. В конце 1920-х годов де Йонг переезжает на постоянное жительство во Францию, где зарабатывает на жизнь трудом журналиста и принимает участие во французских соревнованиях. В чемпионате Парижа 1927 года занимает второе место позади Шпрингера, но впереди экс-чемпиона мира Станисласа Бизо. В чемпионате мира 1928 года де Йонг разделил 2-3 места с Альфредом Молимаром. Ближайшие несколько лет оказались связанными с целым рядом переговоров и конфликтов между нидерландской и французской федерациями по поводу формата дальнейшего розыгрыша первенства мира. Были попытки организовать матчи де Йонга с Молимаром, Фабром и Райхенбахом. Обоснованность своих притязаний де Йонг подтвердил в 1932 году, выиграв в рамках классификационных соревнований парижского клуба «Damier Parisien» короткие матчи у Мориса Райхенбаха (+1=3) и Мариуса Фабра (+2=1), но включиться в борьбу за звание чемпиона мира де Йонгу больше так и не удалось. В 1938 году де Йонг победил в чемпионате Франции, став, таким образом, первым и до настоящего времени единственным голландцем — чемпионом Франции по шашкам. В 1939 году в аналогичном чемпионате де Йонг по количеству набранных очков разделил 2-4 места с Бизо и Пьером Гестемом и получил второй приз благодаря положительному счёту во встречах с Гестемом. Во время Второй мировой войны де Йонг жил сначала во Франции, а затем на Нидерландских Антильских островах, где поступил на государственную службу. После войны он вернулся в Амстердам. Принимал участие в чемпионатах Нидерландов 1950 и 1951 годов. В дальнейшем де Йонг прекращает активно участвовать в соревнованиях, продолжая заниматься журналистикой. Принимал участие в организации шашечных соревнований, в частности, знаменитых «сахарных турниров». В 1962 году Всемирная федерация шашек присвоила де Йонгу звание международного гроссмейстера. Плодом многолетних трудов стала изданная де Йонгом в 1980 году монументальная шашечная монография «Coup Royale». Скончался Герман де Йонг в Амстердаме 3 декабря 1985 года.

## Спортивные результаты
Чемпионат мира по международным шашкам среди мужчин 
- 1925 — разделил с Яном Хендриком Восом 4-5 места с 20 очками в 18 партиях.
- 1928 — разделил с Альфредом Молимаром (Франция) 2-3 места с 26 очками в 22 партиях.

Чемпионат Нидерландов по шашкам среди мужчин
- 1920 — восьмое место с семью очками из девяти партий.
- 1922 — третье место с семью очками в шести партиях.
- 1923 — второе место с девятью очками из восьми партий.
- 1924 — первое место с 16 очками из 11 партий.
- 1925 — разделил пятое место с девятью очками в 12 партиях.
- 1950 — пятое место с 12 очками из 11 партий.
- 1951 — пятое место с 11 очками из 10 партий.

Чемпионат Франции по международным шашкам среди мужчин
- 1938 — 1 место
- 1939 - 2 место